# Арахин (трактат)
«Арахин», также в арамейском произношении — «Эрхин»; др.-евр. ערכין‬,  'arakhin (мн. ч. от ערך‬ — «оценка»), — трактат в Мишне, Тосефте и Вавилонском Талмуде, в разделе «Кодашим» («Святыни»). Трактат посвящён вопросам выкупа по установленной оценке людей и предметов, посвящаемых Иерусалимскому храму согласно заранее данному обету.

## Предмет рассмотрения
Порядок посвящения и выкупа людей, скота и недвижимости описан в Моисеевом законе, Лев. 27:1—29.
Согласно галахе посвящение чистого скота означает принесение его в жертву, посвящение недвижимости — передачу её в собственность священников-ааронидов, а посвящение человека или нечистого скота — обет пожертвовать храму стоимость посвящаемого. В трактате подробно рассматриваются вопросы оценки стоимости человека и порядок выкупа посвящённой недвижимости. В последней главе, по аналогии, разбираются законы выкупа проданной недвижимости, описанные в Лев. 25:23—34.

## Содержание
Трактат «Арахин» в Мишне состоит из 9 глав и 50 параграфов.
- Глава первая определяет, кто может быть объектом и субъектом оценки.
- Глава вторая рассматривает вопрос о максимуме и минимуме выкупной суммы, которую жертвователь уплачивает храму в соответствии с своим имущественным положением. В связи с этим, по характерной для Талмуда ассоциации идей, разбираются вопросы о минимальных границах в исполнении различных религиозных предписаний. Попутно в этой главе сообщаются некоторые интересные данные относительно еврейского храмового обихода, например, различные детали, касающиеся храмовой музыки.
- Глава третья, трактуя методы однообразного исчисления стоимости посвящаемых храму земельных участков вне зависимости от их рыночной цены, также по ассоциации рассматривает случаи, когда библейский закон устанавливает за проступок фиксированную сумму штрафа, не зависящую от размера ущерба.
- Глава четвёртая приводит правила для оценки стоимости человека.
- Глава пятая рассматривает случаи, когда храму посвящается стоимость лишь одного органа или части тела человека. Приводится пример, когда по обету был отдан вес посвящённого человека в золоте. Этим заканчивается разбор законов, имеющих своим предметом посвящение и оценку людей.
- Глава шестая трактует о взыскании и продаже посвящённого имущества.
- Глава седьмая разбирает законы посвящения земельных участков.
- Глава восьмая описывает порядок выкупа посвящённых земельных участков и заканчивается положениями о «хереме» (חרם), то есть о предметах, обещанных в неотъемлемую и не подлежащую выкупу собственность храма или священнослужителей.
- Глава девятая занимается предписаниями относительно выкупа запроданных ранее недвижимых имуществ, а также законами юбилейного года[1]

## Затрагиваемые темы
- Тосефта к этому трактату представляет особую ценность для понимания как отдельных глав Мишны, так и всего процесса её составления. Так, Тосефта, 1:1 разъясняет экзегетическую основу (мидраш) дальнейших миншаитских построений в 1:2; благодаря тексту Тосефты, 3:1 отпадает трудность понимания Мишны, 5:1, давшая Гемаре (19а) столь обширный материал для её толкований.[1]
- Гемара начинается словом הכל‬ («все») — это первое слово мишнаитского трактата, и заключает в себе 34 листа[1]. Она останавливается на рассмотрении всех таннаитских галах, начинающихся этим словом, с целью выяснить, что таннаи его употребляют для включения в какую-либо группу и тех людей, которые в противном случае, по общему смыслу контекста, в данную группу не вошли бы. Это введение к трактату «Арахин» (стр. 2 — 4а), вероятно, относится ко времени савораев.
- Во 2-й главе следует упомянуть стр. 8б — 13б, в которых наряду с разъяснениями Мишны приводится много детальных сведений об устройстве календаря и об обычаях храмовой службы.
- 3-я глава Гемары в трактате «Арахин» — единственная, в которой значительное место отводится агадическому элементу. Стр. 15а — 17а полны увещаний и предписаний относительно «злого языка»: в них ставится на вид, что следует быть осмотрительным в выборе слов.
- Главы 4-я и 5-я содержат, главным образом, разъяснительные и распространительные толкования соответствующих мишнаиот (параграфов).
- Исходя из текста Мишны, 6-я глава содержит важные правила относительно принудительных аукционов и их законного исполнения, a также относительно наложения ареста на имущество (стр. 21б — 24а).
- Глава 7-я даёт правила, касающиеся юбилейного года, a также устанавливает сроки этого библейского института (стр. 24а — 27а).
- 8-я глава регулирует вопрос о жертвуемых храму земельных участках, когда закон о юбилейном годе уже потерял свою силу (27а — 29а).
- 9-я глава занимается, главным образом, законами о продаже и выкупе раз уже проданных земель или домов, относительно чего Мишна в соответствующих главах говорит весьма кратко.[1]